# شرکت سرگرمی جووود
شرکت سرگرمی جووود (به انگلیسی: JoWooD Entertainment) یک شرکت ناشر بازی‌های کامپیوتری در کشور اتریش است که در سال ۱۹۹۵ تأسیس شد. تولید این شرکت بیشتر برای برندهای مایکروسافت ویندوز، گیم‌کیوب و ایکس‌باکس است.

## تاریخچه
شرکت جووودریا، برای اولین بار در سال ۱۹۹۵ در شهر ایبنزی اتریش تشکیل شد؛ و مدتی بعد به شهر ناحیه لیتسن، نقل مکان کرد. جووود، در ۷ ژانویه ۲۰۱۱ با اینکه مدتی در اوج بود و بازی‌هایی مثل همسایه‌هایی از جهنم و سلطان جاده‌ها در بازار عرضه می‌شد اعلام ورشکستگی کرد؛ و اعلام کرد که این شرکت برای سازماندهی مجدد سرمایه‌گذاری می‌کند. این شرکت در ژوین ۲۰۱۱ تمامی سرمایه‌های خو درا به شرکت «Nordic Games GmbH» واگذار کرد.

## بازی‌های منتشر شده
از معروف‌ترین بازی‌های رایانه‌ای منتشر شده از این کمپانی (که به زبان فارسی ترجمه شده‌اند) میتوان به موارد زیر اشاره کرد:
- همسایه‌هایی از جهنم(۲۰۰۲)
- همسایه‌هایی از جهنم ۲

و این بازی‌هایی منتشر شده به زبان انگلیسی:
- Alien Nations (1999)11
- Rally Trophy (2001)
- AquaNox (2001)
- Traffic Giant (2001)
- AquaNox 2: Revelation (2003)
- Archangel (2002)
- Arx Fatalis (2002)
- Beam Breakers (2002) PC game
- Europa 1400: The Guild (2002)
- Chaser (2003)
- Cultures 2: The Gates of Asgard (2002)
- Gothic II (2002; Atari)
- Gothic II: Night of the Raven - Expansion Pack (2003; German & 2005; English)
- Gothic 3 (2006)
- Gothic 3: The Beginning - (for Mobile Phone) (2008)
- Gothic 3: Forsaken Gods - Expansion Pack (2008)
- Gothic Universe - Collection Pack (2008)
- Arcania: Gothic 4 (2010)
- Michael Schumacher Racing World Kart 2002 (2002)
- Freak Out: Extreme Freeride (2007)
- Hard Truck 2 King of the Road (2002)
- Neighbours from Hell (2003)
- Neighbours from Hell 2: On Vacation (2004)
- Transport Giant (2004)
- Silent Storm (2003)
- SpellForce: The Order of Dawn (2003)
- Spellforce: The Breath of Winter - Expansion Pack (2004)
- Spellforce: Shadow of the Phoenix - Expansion Pack (2005)
- Legend of Kay (2005)
- Spellforce 2: Shadow Wars (2006)
- Spellforce 2: Dragon Storm - Expansion Pack (2007)
- Spellforce 2: Faith in Destiny - Expansion Pack (2012)
- Space Force: Rogue Universe (2007)
- Spellforce Universe - Collection Pack (2008)
- Painkiller: Overdose (2007)
- Painkiller Universe - Collection Pack (2008)
- Painkiller: Resurrection (2009)
- Painkiller: Redemption (2011)
- The Guild 2 (2006)
- The Guild 2: Pirates of The European Sea - Expansion Pack (2007)
- The Guild 2: Venice - Expansion Pack (2008)
- The Guild 2: Renaissance - Expansion Pack (2010)
- The Sting! (۲۰۰۱)
- Torchlight (2009)
- Yoga Wii (2009)
- The Golden Horde (2008)
- Söldner: Secret Wars (2004)
- Cold Zero: No Mercy (2003)
- K.Hawk: Survival Instincts (2003)
- Railroad Pioneer (2003)
- ZAX: The Alien Hunter (2001)